# Aviação na Primeira Guerra Mundial

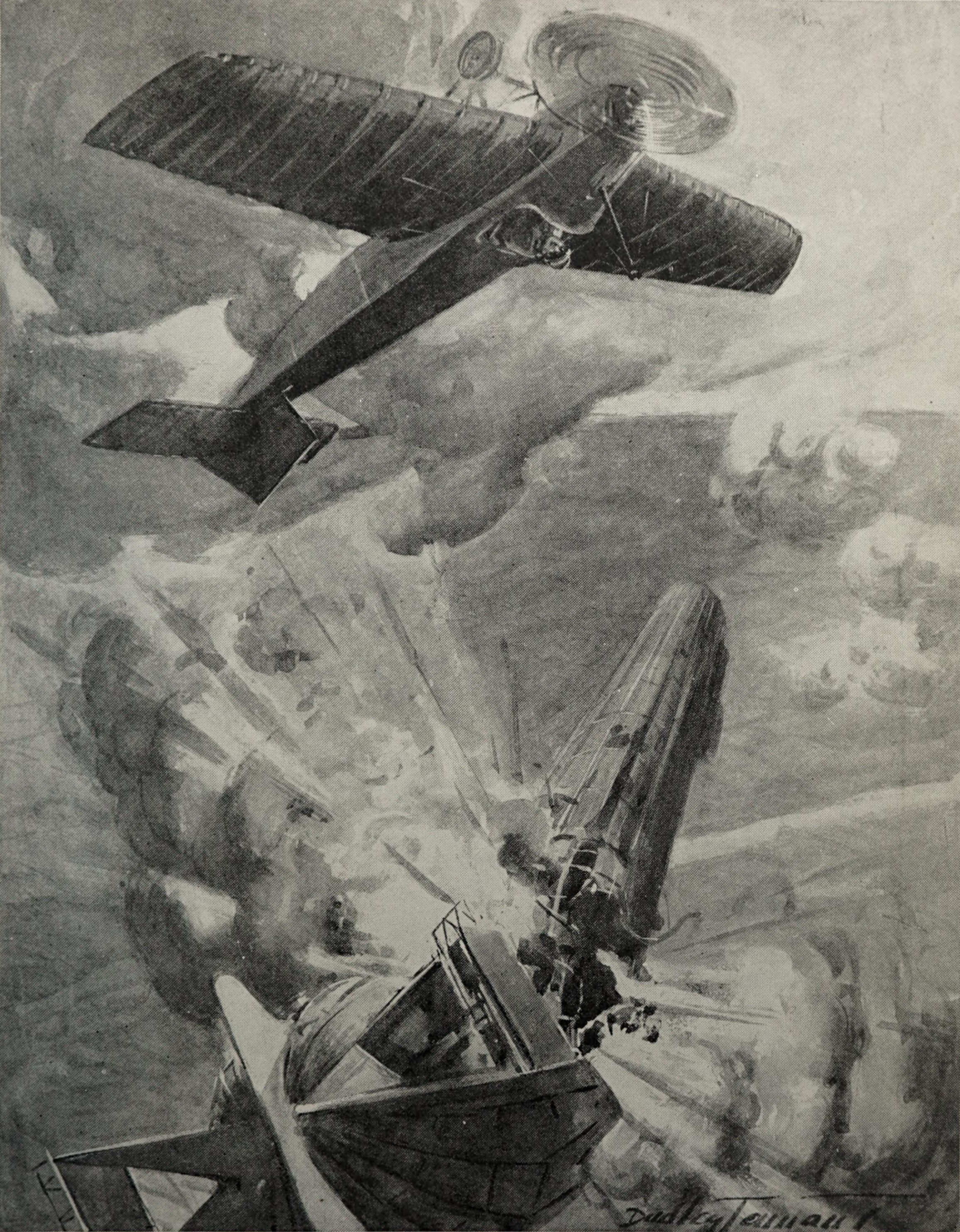
Representação artística da destruição do zeppelin alemão LZ37 em 7 de junho de 1915.

A aviação na Primeira Guerra Mundial, evoluiu rapidamente. Logo depois da era pioneira da aviação, ainda havia vários aspectos a melhorar na aviação. Devido à baixa potência dos motores da época, a carga que podia ser levada pelos aviões era extremamente limitada, e a maior parte das estruturas era feita de madeira e tecido. A combinação desse equipamento rudimentar e a falta de experiência dos engenheiros aeronáuticos, tornavam esses aviões estruturalmente fracos, e não era incomum que eles se partissem em pleno voo, especialmente durante as violentas manobras em combate. Apesar disso, já em 1909, essas máquinas velozes já não eram consideradas brinquedos e sim armas em potencial.
Giulio Douhet, 1909— O céu está prestes a se tornar um novo campo de batalha, tão importante quanto a terra e o mar ... Para conquistar o ar, é necessário privar o inimigo de todos os possíveis meios de voo, atingindo do ar suas bases operacionais e centros produtivos. Nós devemos nos acostumar com essa ideia, e estar preparados.
Em 1911, o capitão Bertram Dickson, o primeiro militar britânico a voar, profetizou corretamente o uso militar da aviação. Ele afirmou que os primeiros aviões iriam ser usados para reconhecimento, mas ele iria forçar cada lado a tentar "impedir ou prevenir o inimigo de obter informações", o que eventualmente vai levar a uma batalha para o controle do ar. Esta foi exatamente a sequencia de eventos que ocorreu poucos anos depois.

## Os primeiros anos da guerra

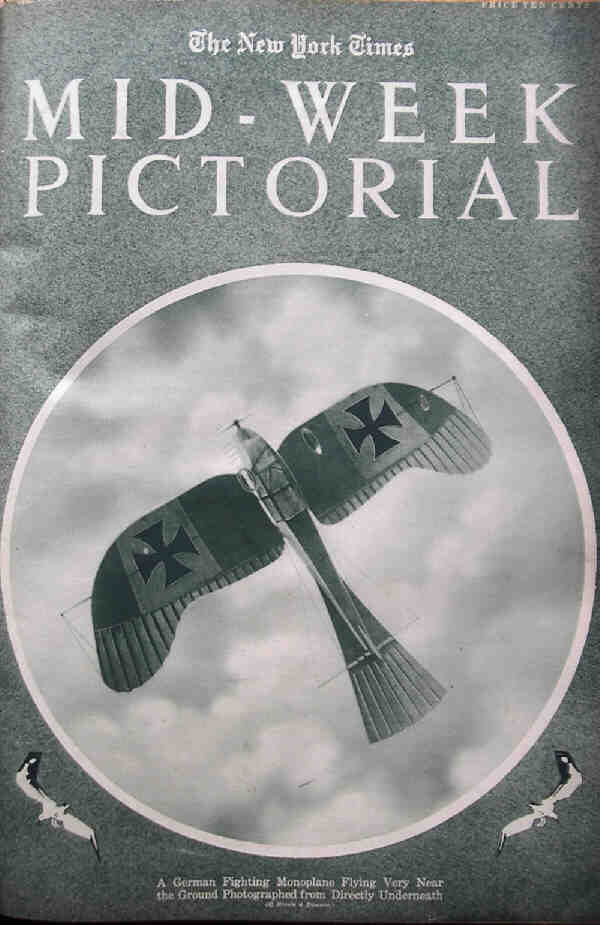
Primeira página do New York Times Mid-Week Pictorial, de 1 de janeiro de 1917. Exibindo um avião de batalha alemão, um monoplano do tipo Taube, voando muito perto do solo, estando o fotógrafo posicionado diretamente abaixo dele.

No início da guerra, havia algum debate sobre a utilidade do avião no campo de batalha, Muitos oficiais experientes continuavam céticos. No entanto, as primeiras campanhas de 1914 provaram que a cavalaria não podia mais fornecer as informações de reconhecimento esperadas pelos generais, com o poder de fogo muito maior dos exércitos do século XX, e ficou claro muito rapidamente que os aviões poderiam no mínimo localizar o inimigo, mesmo que o reconhecimento aéreo inicial estivesse um tanto travado devido à novidade das novas técnicas envolvidas. O ceticismo inicial e baixa expectativa, rapidamente se tornaram em demandas não realistas, além da capacidade dos aviões primitivos disponíveis.
Mesmo assim, o reconhecimento aéreo teve um papel importante na "guerra de manobras" de 1914, especialmente ao ajudar os aliados a interromper a invasão alemã da França. Em 22 de agosto de 1914, o capitão britânico L.E.O. Charlton e o tenente V.H.N. Wadham reportaram que o exército do general alemão Alexander von Kluck estava se preparando para cercar a Força Expedicionária Britânica, contrariando todas as informações da inteligência. O alto comando britânico considerou o relatório e iniciou a retirada para Mons, salvando a vida de 100.000 soldados. Mais tarde, durante a Primeira Batalha do Marne, aviões de observação descobriram pontos fracos e flancos expostos nas linhas alemãs, permitindo aos aliados tirarem vantagem disso.
Na Alemanha, o grande sucesso dos primeiros dirigíveis Zeppelin encobriu a importância dos aviões mais pesados que o ar. Sem nenhum papel importante, dos 230 aviões pertencentes ao exército em 1914, apenas cerca de 180 eram de alguma utilidade. Os exercícios da aviação militar francesa de 1911, 1912, e 1913 foram pioneiros na cooperação da cavalaria (reconhecimento) e artilharia (localização), mas o momento ainda não era o ideal.
A Grã-Bretanha "iniciou tarde" e dependia muito da indústria aeronáutica francesa, especialmente para motores de avião. A contribuição britânica inicial ao esforço de guerra aérea aliado em agosto de 1914 (de cerca de 184 aviões), era de três esquadrões com cerca de 30 máquinas em condição de serviço. Os serviços aéreos do exército e da marinha Norte americanos estavam ainda mais atrás; mesmo em 1917, quando os Estados Unidos entraram na guerra, eles eram quase que totalmente dependentes da indústria aeronáutica francesa e britânica para aviões de combate.
O "grande golpe" alemão de 1914 (ao menos de acordo com a propaganda da época), foi a Batalha de Tannenberg na Prússia Oriental, onde um ataque "surpresa" russo foi detectado e reportado pelos tenentes Canter e Mertens, forçando os russos a se retirar.

### Reconhecimento aéreo
Ao final de 1914, a linha de frente entre os alemães e os aliados se estendia do Mar do Norte até os Alpes. A "guerra de manobras" inicial, praticamente cessou, e a linha de frente se tornou mais estática. Três esquadrões de reconhecimento de curto alcance estavam disponíveis em março de 1915.

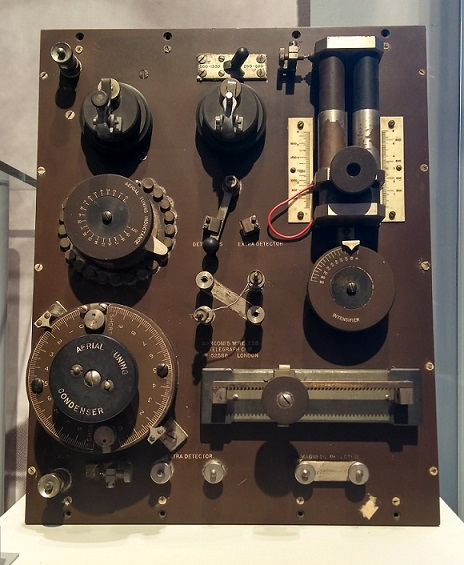
Um receptor de cristal Marconi, Mark III, conhecido como 'receptor Cat's Whisker', usado no solo para receber sinais de aviões. Exibido no "Porthcurno Telegraph Museum".

O primeiro era de "reconhecimento fotográfico": construindo um mapa completo a partir de um mosaico de imagens do sistema de trincheiras inimigo. As primeiras câmeras aéreas usavam chapas de vidro. Os filmes de celulose da Kodak já haviam sido inventados, mas naquela época, não tinham a resolução necessária.
O segundo era a "localização" para a artilharia: permitindo aumentar o alcance dos artilheiros para alvos que eles não podiam enxergar. A rádio telefonia ainda não era possível em aviões, portanto, a comunicação era um problema. Em março de 1915, um avião biposto nessa missão era em geral equipado com um transmissor de rádio primitivo, usando código morse, mas sem receptor. O regimento de artilharia sinalizava para o avião estendendo tiras de roupa branca no chão em padrões combinados previamente. As tarefas de observação eram divididas com os balões presos ao solo, que podiam se comunicar com seus regimentos diretamente por telefone, mas eram muito menos flexíveis para localizar alvos e reportar o local de impacto de um tiro.
O terceiro era a "patrulha de contato": que seguia o curso de uma batalha, se comunicando com a infantaria que avançava enquanto voava sobre o campo de batalha. Como a tecnologia da época não permitia o contato direto por rádio, os métodos de sinalização eram necessariamente rudimentares, incluindo deixando cair mensagens dos aviões. Os soldados inicialmente ficavam relutantes em revelar suas posições para os aviões, já que era difícil distinguir entre os amigos e os inimigos.
Voos de reconhecimento, como todos os outros, eram missões perigosas. Em abril de 1917, o pior mês de toda a guerra para o Royal Flying Corps, a expectativa média de vida para um piloto britânico na Frente Ocidental era de 93 horas de voo.

### Primeiros bombardeios
Os aviões típicos de 1914 podiam levar apenas pequenas cargas de bombas. As bombas em si e os seus depósitos eram muito elementares, e miras efetivas para as bombas ainda estavam por ser desenvolvidas. Apesar disso, o início dos bombardeios táticos e estratégicos datam dos primeiros dias da guerra. Destacando-se os bombardeios feitos pelo RNAS aos abrigos de dirigíveis alemães em Düsseldorf, Colônia e Friedrichshafen, em setembro, outubro e novembro de 1914, assim como a criação do Brieftauben Abteilung Ostende nome código da primeira unidade de bombardeio estratégico alemã, que montou o primeiro comboio de bombardeio sobre o Canal da Mancha em dezembro.

## O nascimento do combate aéreo
Como Dickson havia previsto, inicialmente os combates aéreos eram muito raros, e definitivamente vinculados à tarefa de reconhecimento. Existem inclusive histórias de tripulações rivais de aviões de reconhecimento trocando sorrisos e acenando umas para as outras. Essa prática cordial logo evoluiu para o arremesso de granadas, e outros objetos, inclusive ganchos de todo tipo. O primeiro avião derrubado por outro foi um avião de reconhecimento austríaco abalroado em 8 de setembro de 1914 pelo piloto russo Pyotr Nesterov durante a Batalha da Galícia na Frente Oriental. Ambos os aviões caíram matando todos os ocupantes. Eventualmente os pilotos começaram a atirar com armas de fogo de mão nos aviões inimigos, no entanto, as pistolas eram muito pouco precisas e os rifles de apenas um tiro não eram suficientes para conseguir um acerto no alvo pretendido. Em 5 de outubro de 1914, em um voo pilotado por Joseph Frantz, seu artilheiro, Louis Quenault abriu fogo num avião alemão com uma metralhadora pela primeira vez, e a era dos combates aéreos teve início com mais e mais aviões sendo equipados com metralhadoras.

### Evolução dos aviões de caça

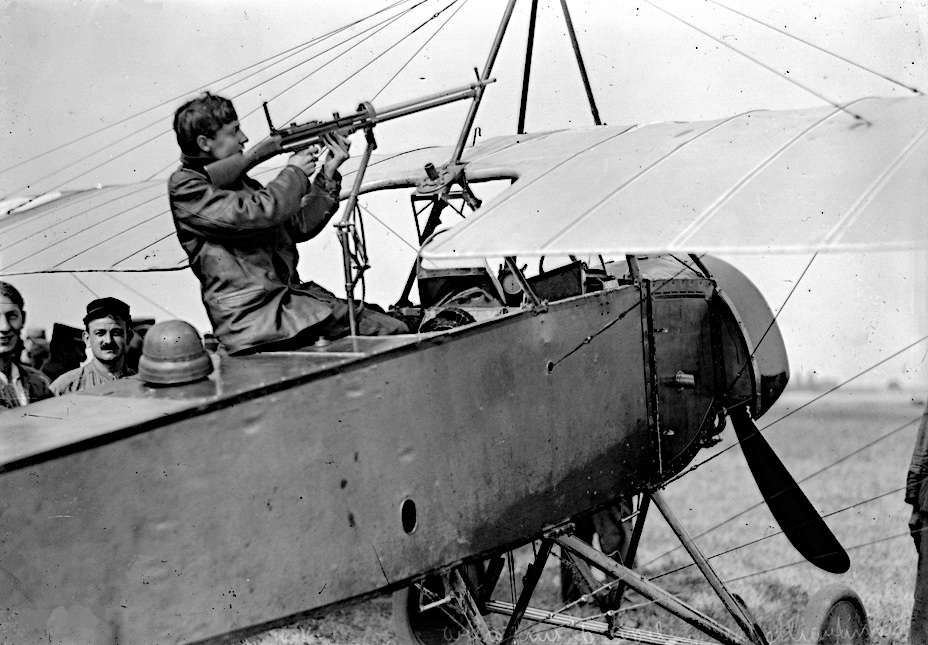
Primeira tentativa de montar uma metralhadora de tiro frontal em um Morane-Saulnier L francês.
O aviador é Georges Guynemer.

#### Antecedentes
A primeira utilização do avião no esforço de guerra foi na tarefa de reconhecimento aéreo para a artilharia em substituíção aos limitados balões. Nos primeiros dias da guerra, pilotos e observadores disparavam revólveres e espingardas contra as aeronaves inimigas, com pouco ou nenhum efeito; ficou claro que a metralhadora seria uma solução bem mais eficaz.

#### A solução por impulsão
Como não havia tecnologia de sincronização metralhado/hélice, a primeira solução para o problema foi utilizar aviões de configuração por impulsão, com um artilheiro e sua metralhadora na parte da frente da aeronave a frente do piloto.
Com experimentos nessa linha em 1913 pelos britânicos e em 1914 pelos franceses, que provaram ser lentos pouco manobráveis e ineficientes, só em 1915, foi produzido em série o primeiro avião projetado desde o início com armamento ar-ar, o Vickers F.B.5 Gunbus.

#### Sincronização de metralhadora

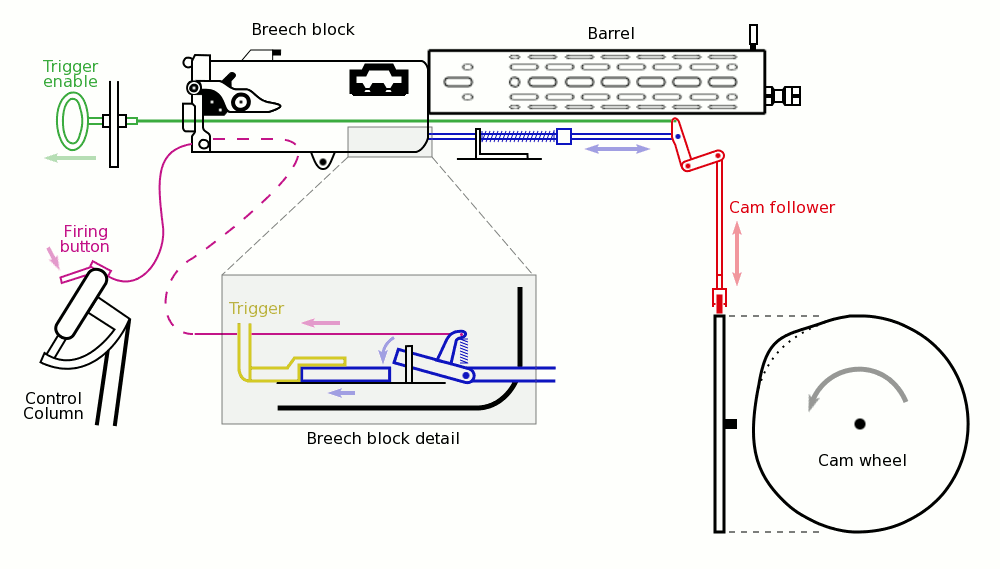
Diagrama do mecanismo de sincronização "Stangensteuerung" do Fokker. Puxar a alça verde deixa cair o seguidor do came vermelho na roda do came do eixo da hélice. Duas vezes durante cada rotação da hélice, o came levanta o seguidor que pressiona a haste azul contra a mola, conectando a placa do gatilho amarela ao botão de disparo roxo, permitindo que um cartucho seja disparado.

O canhão de tiro frontal em uma aeronave de configuração por tração (com a hélice no nariz) fornecia alguma capacidade ofensiva — a montagem de uma metralhadora disparando na retaguarda de um avião trator de dois lugares proporcionava capacidade defensiva. Havia uma necessidade óbvia de algum meio para disparar uma metralhadora a partir de uma aeronave do tipo "tração", especialmente de uma das aeronaves pequenas e leves de "reconhecimento", adaptadas de pilotos do pré-guerra, que deveriam realizar a maioria das funções de combate aéreo para o resto da guerra. Pareceria mais natural posicionar a arma entre o piloto e a hélice, disparando na linha direta de vôo, para que a mira pudesse ser feita "apontado a aeronave". Também era importante que a culatra da arma estivesse facilmente acessível ao piloto, para que ele pudesse evitar os congestionamentos e paradas a que as primeiras metralhadoras estavam sujeitas. No entanto, isso apresentava um problema óbvio: uma porcentagem de balas disparadas "livremente" através de uma hélice girando atingirá as pás, com resultados previsíveis. Os primeiros experimentos com metralhadoras sincronizadas foram realizados em vários países antes da guerra. Franz Schneider, então trabalhando para a Nieuport na França, mas depois trabalhando para a L.V.G. na Alemanha, patenteou uma engrenagem de sincronização em 15 de julho de 1913. Uma das primeiras engrenagens russas foi projetada por um tenente Poplavko: os irmãos Edwards na Inglaterra projetaram o primeiro exemplar britânico, e a empresa Morane-Saulnier também estava trabalhando no problema em 1914. Todos esses primeiros experimentos falharam em atrair a atenção oficial, em parte devido à inércia oficial e em parte devido às falhas nas primeiras engrenagens de sincronização, que incluíam balas ricocheteando perigosamente e hélices se desintegrando. A metralhadora Lewis usada em muitas aeronaves aliadas era quase impossível de sincronizar devido à taxa de tiro irregular devido ao seu ciclo de disparo de ferrolho aberto. Algumas aeronaves RNAS, incluindo Bristol Scouts, tinham uma metralhadora Lewis não sincronizada montado na fuselagem, posicionada para disparar diretamente através do disco da hélice, no entanto, estes frequentemente não eram sincronizados. Em vez disso, as lâminas da hélice foram reforçadas com fita para manter a madeira unida em caso de colisão, e contava com o fato de que as chances de um único disparo atingir uma lâmina eram de menos de 5%, então, se rajadas curtas fossem usadas, isso oferecia um expediente temporário, mesmo que não fosse uma solução ideal.

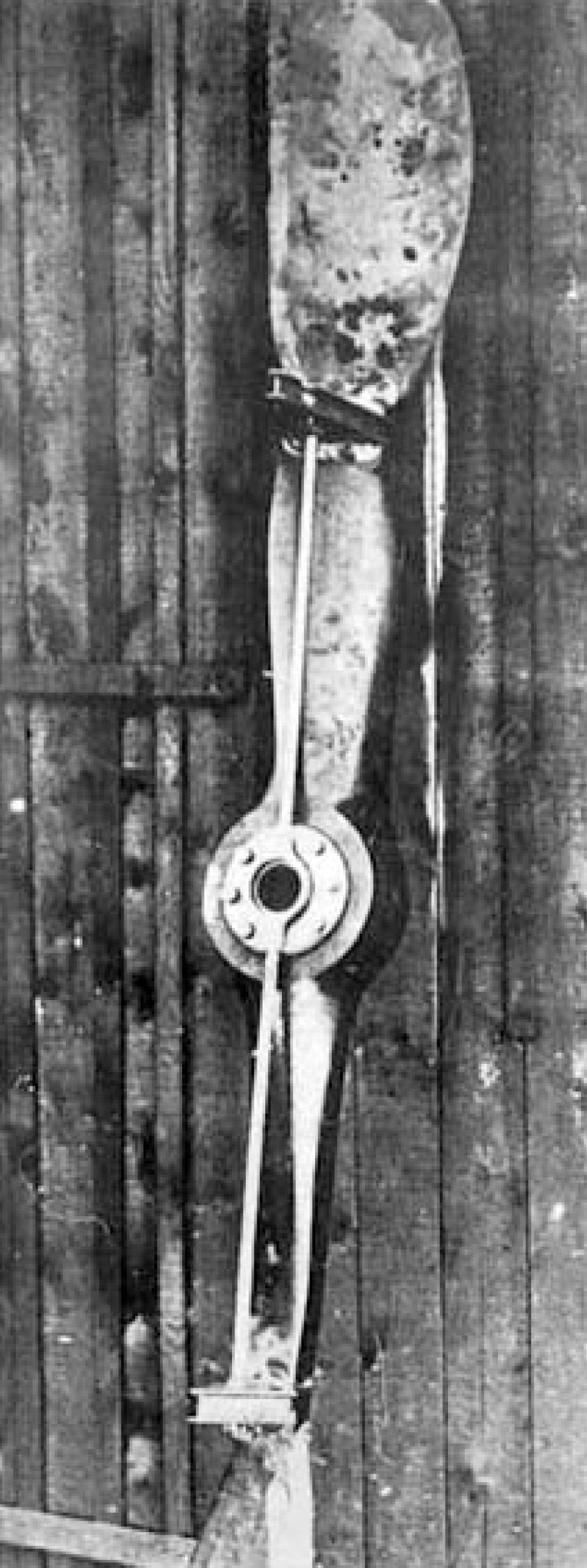
Hélice de um Morane-Saulnier com as "cunhas" instaladas.

As metralhadoras Maxim usadas tanto pelos aliados (como as Vickers) e pela Alemanha (como a Parabellum MG 14 e a Spandau lMG 08) tinham um ciclo de disparo de ferrolho fechado que começava com uma bala já na culatra e a culatra fechada, então o disparo da bala era a próxima etapa do ciclo. Isso significava que o instante exato em que o cartucho seria disparado poderia ser mais facilmente previsto, tornando essas armas consideravelmente mais fáceis de sincronizar. A metralhadora leve francesa padrão, a Hotchkiss, era, como a Lewis, também incapaz de sincronização. O controle de qualidade deficiente também atrapalhou os esforços, resultando em frequentes disparos "engastalhados" travando a arma. A empresa Morane-Saulnier projetou um "backup de segurança" na forma de "lâminas defletoras" (cunhas de metal), encaixadas nas superfícies traseiras de uma hélice no ponto radial onde poderiam ser atingidas por uma bala. Roland Garros usou este sistema em um Morane-Saulnier L em abril de 1915. Ele conseguiu registrar várias mortes, embora os defletores não tenham chegado a uma solução ideal, já que os projéteis desviados ainda poderiam causar danos. A falha do motor eventualmente forçou Garros a pousar atrás das linhas inimigas, e ele e sua "arma secreta" foram capturados pelos alemães. É fato registrado que o Alto Comando Alemão passou o Morane capturado de Garros para a empresa Fokker — que já produzia monoplanos do "tipo Morane" para o Serviço Aéreo Alemão — com ordens de copiar o projeto. O sistema defletor era totalmente inadequado para a munição alemã com camisa de aço, de modo que os engenheiros da Fokker foram forçados a revisitar a ideia de sincronização (talvez infringindo a patente de Schneider), elaborando o sistema "Stangensteuerung" na primavera de 1915, usado nos primeiros exemplares do caça Eindecker. Por mais rudimentares que fossem esses pequenos monoplanos, eles produziram um período de superioridade aérea alemã, conhecido como o "Flagelo Fokker" pelos aliados. O efeito psicológico excedeu o material — os aliados estavam, até então, mais ou menos incontestáveis no ar, e a vulnerabilidade de suas aeronaves de reconhecimento mais antigas, especialmente aqueles por impulsão como o B.E.2 britânico e Farman francês, foi um choque muito desagradável.

#### Outros métodos
Outro método usado nessa época para disparar uma metralhadora a partir de uma aeronave de configuração por tração era montar a arma para disparar acima do arco da hélice. Isso exigia que a arma fosse montada na asa superior dos biplanos e em complicadas estruturas indutoras de arrasto em monoplanos. Alcançar a arma para que os tambores ou correias pudessem ser trocados, ou os congestionamentos eliminados, apresentava problemas mesmo quando a arma podia ser montada relativamente perto do piloto. Eventualmente, a montagem Foster tornou-se mais ou menos a forma padrão de montar uma arma Lewis nos aviões do RFC: isso permitiu que a arma deslizasse para trás para a troca do tambor, e também para ser disparada em um ângulo para cima, uma maneira muito eficaz de atacar um inimigo do "ponto cego" sob sua cauda. Esse tipo de montagem ainda só era possível para um biplano com uma asa superior posicionada próximo ao ápice do arco da hélice — colocava uma pressão considerável nas frágeis estruturas das asas da época e era menos rígida do que uma montagem de canhão na fuselagem, produzindo uma maior "dispersão" de balas, exceto em um alcance muito curto.
As primeiras versões do Bristol Scout a ver serviço de combate aéreo em 1915, o "Scout C", tinha montagens de metralhadora Lewis em serviço no RNAS que às vezes eram elevadas acima do arco da hélice, e às vezes (de uma maneira aparentemente imprudente) disparando diretamente através do arco da hélice sem sincronização. Durante a primavera e o verão de 1915, o capitão Lanoe Hawker do Royal Flying Corps, no entanto, montaram sua arma Lewis logo à frente da cabine para atirar para a frente e para fora, no lado esquerdo da fuselagem de sua aeronave em um ângulo horizontal de cerca de 30°. Em 25 de julho de 1915, o capitão Hawker voou em seu "Scout C", com o número de série "RFC 1611" contra vários aviões de observação alemães de dois lugares do Fliegertruppe, e conseguiu derrotar três deles em combates aéreos para ganhar a primeira "Victoria Cross" concedida a um piloto de caça britânico, enquanto engajado contra aeronaves inimigas de asa fixa.

#### A solução por tração
Aviões leves de assento único de configuração por tração (com a hélice no nariz) tinham um desempenho muito melhor, no entanto, para que os tiros não atingissem a própria hélice, alguns artifícios, como disparos em ângulo não tiveram muito sucesso.
A tecnologia para sincronizar o disparo da metralhadora com o giro da hélice já era conhecida. Uma patente alemã do engenheiro suíço Franz Schneider sobre o assunto já existia antes da guerra. O engenheiro francês Raymond Saulnier aperfeiçoou o "interruptor de sincronização", mas a verdadeira descoberta foi feita por Roland Garros, um famoso piloto esportivo antes da guerra e amigo de Saulnier, que percebeu que uma metralhadora equipada com tal dispositivo e montada rigidamente no topo da fuselagem poderia ser apontada com precisão simplesmente apontando o avião para o direção desejada.
Com seu Morane-Saulnier L usando o dispositivo desenvolvido por Saulnier, Garros abateu três aviões alemães em dias seguidos, mas logo depois foi obrigado a um pouso forçado e feito prisioneiro, apesar de ter tentado incendiar seu avião, não teve sucesso e os alemães tiveram acesso ao "interruptor de Saulnier".

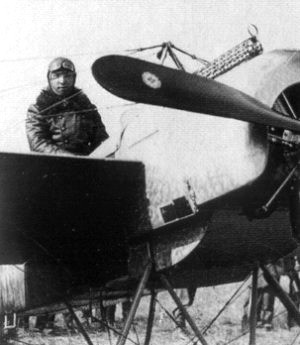
Max Immelmann da "Feldflieger Abteilung 62" no cockpit do seu Fokker E.I. (s/n E.13/15) de pré-produção.

## 1915: O Flagelo Fokker
Com a captura do "interruptor de Saulnier", os alemães reagiram, e Anthony Fokker trabalhou num dispositivo similar, inspirado pelo dispositivo de Saulnier, e nos trabalhos alemães anteriores, Fokker desenvolveu um modelo ainda mais eficiente, que ele montou em um monoplano de projeto próprio — na verdade, uma cópia evolutiva de um Morane francês. O resultado foi o Fokker Eindecker (“monoplano”), que entrou em serviço em julho de 1915 e reinou absoluto até outubro, um período conhecido pelos aliados como "Flagelo Fokker".
Dois aviadores militares alemães, os tenentes Otto Parschau e Kurt Wintgens, trabalharam para a empresa Fokker durante a primavera de 1915, demonstrando a característica revolucionária da metralhadora sincronizada de disparo frontal para a então embrionária força de pilotos "Fliegertruppe" do Império Alemão. O primeiro combate bem-sucedido envolvendo uma aeronave com arma de fogo sincronizado, o Fokker E.I,  ocorreu na tarde de 1º de julho de 1915, a leste de Lunéville, França, quando o Tenente Kurt Wintgens, um dos pilotos selecionados por Fokker para demonstrar a pequena série de cinco aeronaves "Eindecker" (termo alemão para "monoplano") protótipos de teste de serviço, derrubou um monoplano de observação de dois lugares francês, um Morane-Saulnier "Parasol", atrás das linhas aliadas com seu protótipo de produção/teste de serviço "Fokker M.5K/MG Eindecker", com número de série militar "Idflieg" "E.5/15". Cerca de 200 tiros da metralhadora sincronizada Parabellum MG 14 na aeronave de Wintgens atingiram o motor giratório Gnome Lambda do "Morane Parasol", forçando-o a pousar com segurança em território Aliado. Esta aeronave e seus sucessores imediatos, que ficaram conhecidos coletivamente como "Eindeckers" — pela primeira vez forneceram um equivalente efetivo aos caças aliados. 

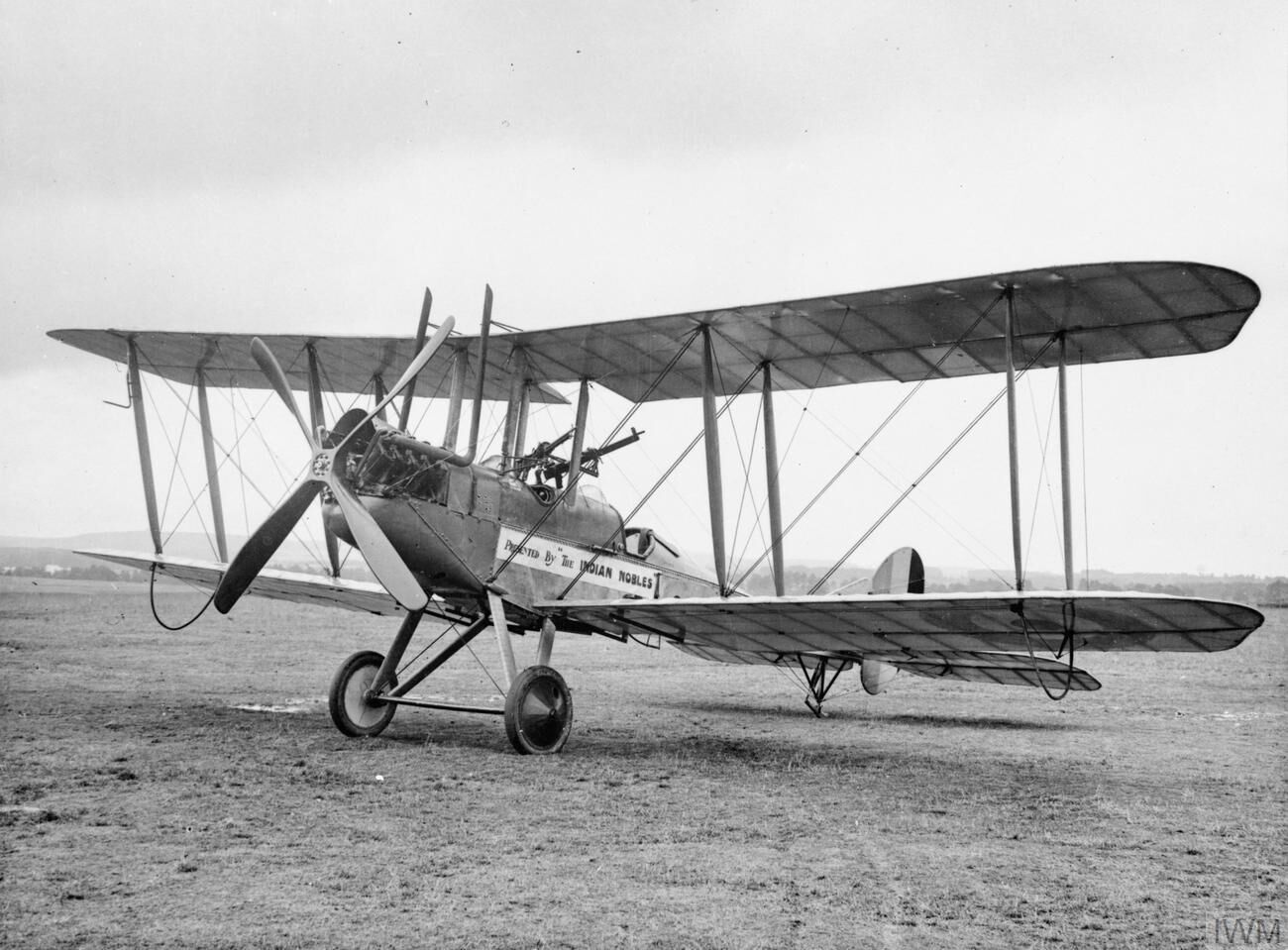
O lento e estável B.E. 2c ainda estava em serviço em 1916, literalmente um "alvo voador" para os pilotos alemães.

## 1916: Verdun e Somme
Criar novas unidades era mais fácil do que produzir aeronaves para equipá-las e treinar pilotos para tripulá-las. Quando a Batalha do Somme começou em julho de 1916, a maioria dos esquadrões RFC comuns ainda estavam equipados com aviões que se mostraram alvos fáceis para o Fokker. Novos tipos, como o Sopwith 1½ Strutter, tiveram que ser transferidos da produção destinada ao RNAS. Ainda mais sério, pilotos substitutos estavam sendo enviados para a França, lamentavelmente, com poucas horas de vôo.
No entanto, a superioridade aérea e uma estratégia "ofensiva" facilitaram o envolvimento muito maior do RFC na própria batalha, no que era conhecido na época como "metralhamento de trincheira" — em termos modernos, apoio próximo. Pelo resto da guerra, isso se tornou uma rotina regular, com a infantaria de ataque e defesa em uma batalha terrestre sendo constantemente sujeita a ataques de metralhadoras e bombas leves do ar. Nessa época, o "contra-fogo" do solo era muito menos eficaz do que seria mais tarde, quando as técnicas necessárias de tiro de deflexão haviam sido dominadas.
O primeiro passo em direção a unidades especializadas de aviação apenas para caças dentro das forças armadas alemãs foi o estabelecimento dos chamados "Kampfeinsitzer Kommando" ("KEK") pelo Inspektor-Major Friedrich Stempel em fevereiro de 1916, baseadas no Eindecker e outros novos projetos de caça, como os monoplanos Pfalz E, durante o inverno de 1915–16 e reunidos em pares e quartetos em locais particularmente estratégicos, como Habsheim, Vaux, Avillers, Jametz e Cunel, bem como em outros locais ao longo da Frente Ocidental para atuar como unidades "Luftwachtdienst" ("força de guarda aérea"), consistindo apenas de caças. Em um movimento pioneiro em março de 1916, o mestre da estratégia aérea alemão Oswald Boelcke teve a ideia de ter "observadores avançados" localizados perto das linhas de frente para detectar aeronaves Aliadas se aproximando da frente, para evitar o desgaste do trio de aeronaves de reconhecimento Fokker Eindecker que ele tinha baseado juntamente com sua própria unidade "KEK" baseada em Sivry-sur-Meuse, ao norte de Verdun. Em abril de 1916, a supremacia aérea estabelecida pelos pilotos de Eindecker e mantida por seu uso dentro das formações KEK havia se desfeito quando o Halberstadt D.II começou a ser implementado como o primeiro projeto de caça biplano da Alemanha, com o primeiro biplano Fokker série D de caças se juntando aos Halberstadts, e uma meta foi estabelecida para estabelecer 37 novos esquadrões nos próximos 12 meses — totalmente equipados com caças monoposto, e tripulados por pilotos especialmente selecionados e treinados, para combater os esquadrões de caças Aliados que já experimentavam considerável sucesso, quando operados pelo "Royal Flying Corps" e pela Aéronautique Militaire francesa. O pequeno número de Fokker D.III de construção duvidosa postado na Frente de batalha foi o pioneiro na montagem de metralhadoras gêmeas lMG 08 antes do final de 1916, já que o crescente número dos Albatros D.I com metralhadoras gêmeas de forma a estabelecer a superioridade aérea alemã marcando o primeiro semestre de 1917.
A superioridade aérea aliada foi mantida durante o auge de ambas as batalhas, e o aumento da eficácia da atividade aérea aliada provou ser perturbador para o estado-maior de comando do "Oberste Heeresleitung" do exército alemão. Uma reorganização completa do "Fliegertruppen des deutschen Kaiserreiches" no que se tornou oficialmente conhecido como "Luftstreitkräfte" se seguiu e foi praticamente concluída em outubro de 1916. Essa reorganização acabou produzindo os esquadrões de bombardeio estratégico alemães que produziriam grande consternação na Inglaterra em 1917 e 1918, e os esquadrões especializados de apoio próximo ("Schlachtstaffeln") que deram à infantaria britânica tantos problemas em Cambrai e durante a ofensiva da primavera alemã de 1918. Seu efeito mais famoso e dramático, no entanto, envolveu o surgimento de esquadrões de caça especializados ou "Jagdstaffeln" — um ano inteiro depois de semelhante unidades passaram a fazer parte do "Royal Flying Corps" e da "Aéronautique Militaire" francesa. Inicialmente, essas unidades foram equipadas com o Halberstadt D.II (o primeiro caça biplano da Alemanha), o Fokker D.I e D.II, junto com os últimos Eindeckers sobreviventes, todos os três tipos de projeto de biplano usando uma única metralhadora lMG 08, antes que os tipos Fokker D.III e Albatros D.I com metralhadoras gêmeas chegassem ao Front.

## 1917: Abril Sangrento

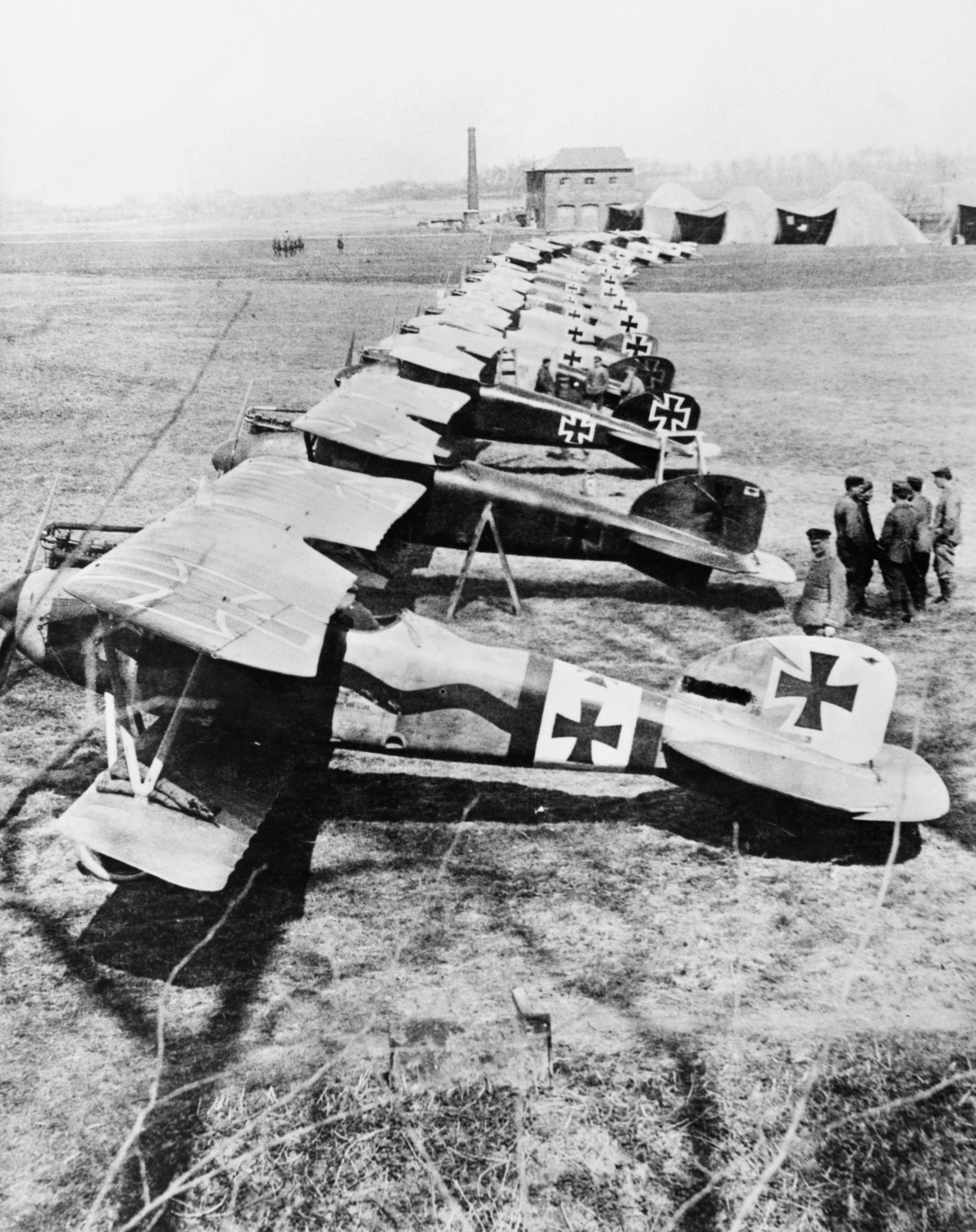
Uma fila de Albatros D.III do "Jasta 11" no início de 1917 - a segunda aeronave nesta fila pertencia a Manfred von Richthofen.

A primeira metade de 1917 foi um período de sucesso para o "jagdstaffeln" e o RFC, muito maior, sofreu baixas significativamente maiores do que seus oponentes. Enquanto novos caças aliados, como o Sopwith Pup, o Sopwith Triplane e o SPAD S.VII estavam entrando em serviço, nessa fase seus números eram pequenos e sofriam de um poder de fogo inferior: todos os três estavam armados com apenas uma única metralhadora Vickers sincronizada. Por outro lado, os "jagdstaffeln" estavam em processo de substituição de sua matriz heterogênea inicial de equipamentos por aeronaves "Albatros série D", armadas com metralhadoras gêmeas MG08 sincronizadas. Os D.I e D.II do final de 1916 foram sucedidos pelo novo Albatros D.III, que era, apesar das dificuldades estruturais, "o melhor batedor de combate da Frente Ocidental" na época. Enquanto isso, a maioria dos esquadrões de dois tripulantes do "RFC" ainda voava no BE.2e, uma melhoria muito pequena sobre o "BE.2c", e ainda fundamentalmente inadequada para o combate ar-ar.
Isso culminou na derrota de abril de 1917, conhecida como "Abril Sangrento". O RFC sofreu perdas particularmente severas, embora a política de "patrulha ofensiva" de Trenchard, que colocou a maior parte dos voos de combate no lado alemão das linhas, foi mantida.
Durante a última metade de 1917, os britânicos Sopwith Camel e S.E.5a e o francês SPAD S.XIII, todos equipados com duas metralhadoras de tiro frontal, tornaram-se disponíveis em grande número. Os esquadrões comuns de dois lugares no RFC receberam o R.E.8 ou o F.K.8, que não eram aviões de guerra excepcionais, mas muito menos vulneráveis do que o "BE.2e" que eles substituíram. O "F.E.2d" finalmente recebeu uma substituição válida no Bristol F.2b. Por outro lado, o mais recente Albatros, o D.V, provou ser uma decepção, assim como o Pfalz D.III. O exótico Fokker Dr.I foi atormentado, como os Albatros, por problemas estruturais. No final do ano, o pêndulo da superioridade aérea pendeu mais uma vez a favor dos Aliados.

## 1918: Ofensiva da Primavera
A rendição dos russos e o consequente Tratado de Brest-Litovsk em março de 1918, e a resultante liberação de tropas da Frente Oriental deram aos alemães uma "última chance" de vencer a guerra antes que os americanos se envolvessem efetivamente. Isso resultou na última grande ofensiva alemã da guerra, a "Ofensiva da Primavera", que teve início em 21 de março. O ataque principal recaiu na frente britânica na suposição de que a derrota do exército britânico resultaria na rendição dos franceses enfraquecidos pelo motim.
No ar, a batalha foi marcada pelo uso cuidadosamente coordenado do "Schlachtstaffeln" ou "voos de batalha", equipado com aviões leves da classe CL de dois lugares construídos pelas firmas Halberstädter e Hannover, que se mostraram tão eficazes no contra-ataque alemão na Batalha de Cambrai no início de outubro. A nova aeronave de caça alemã, notavelmente o Fokker D.VII, que poderia ter revivido a superioridade aérea alemã a tempo para esta batalha, no entanto, não havia chegado aos "Jagdstaffeln" em número suficiente, apesar da sua estréia ter ocorrido na Frente Ocidental em meados da primavera de 1918. Como aconteceu com várias ofensivas de ambos os lados, o planejamento e a preparação meticulosos levaram ao sucesso inicial e, de fato, a uma penetração mais profunda do que a alcançada por qualquer um dos lados desde 1914. Muitos campos de aviação britânicos tiveram que ser abandonados ao avanço dos alemães em uma nova guerra de movimento. As perdas de aeronaves e de sua tripulação foram muito pesadas de ambos os lados — especialmente devido ao fogo antiaéreo leve. No entanto, na época da morte de Manfred von Richthofen, o famoso "Barão Vermelho", em 21 de abril, a grande ofensiva havia praticamente estagnado. Os novos caças alemães ainda não haviam chegado e os britânicos ainda mantinham a superioridade aérea geral.
O mês de abril de 1918 começou com a consolidação dos serviços aéreos britânicos separados RFC e RNAS na "Royal Air Force", o primeiro braço aéreo independente não subordinado a seu exército ou marinha nacional. No final de abril, os novos caças Fokker, Pfalz e Roland haviam finalmente começado a substituir o equipamento obsoleto do "Jagdstaffeln", mas isso não ocorreu com a rapidez que poderia, devido à crescente escassez de suprimentos no lado das Potências Centrais e muitos dos Jastas ainda voavam os "Albatros D" na época do armistício. Os Fokker D.VIII de motores rotativos e Siemens-Schuckert D.IV, bem como os Triplanos Fokker sobreviventes, sofreram de baixa confiabilidade e redução da vida útil do motor devido ao óleo à base de Voltol que foi usado para substituir o óleo de rícino escasso — capturado e recuperado de aeronaves aliadas (especialmente Sopwith Camels) foram recolhidas, não apenas para motores e equipamentos, mas até mesmo para seus lubrificantes. No entanto, em setembro, as baixas no RFC atingiram o nível mais alto desde o "Abril Sangrento" — e os Aliados estavam mantendo a superioridade aérea por força dos números, em vez de superioridade técnica.

## Preparativos para a batalha

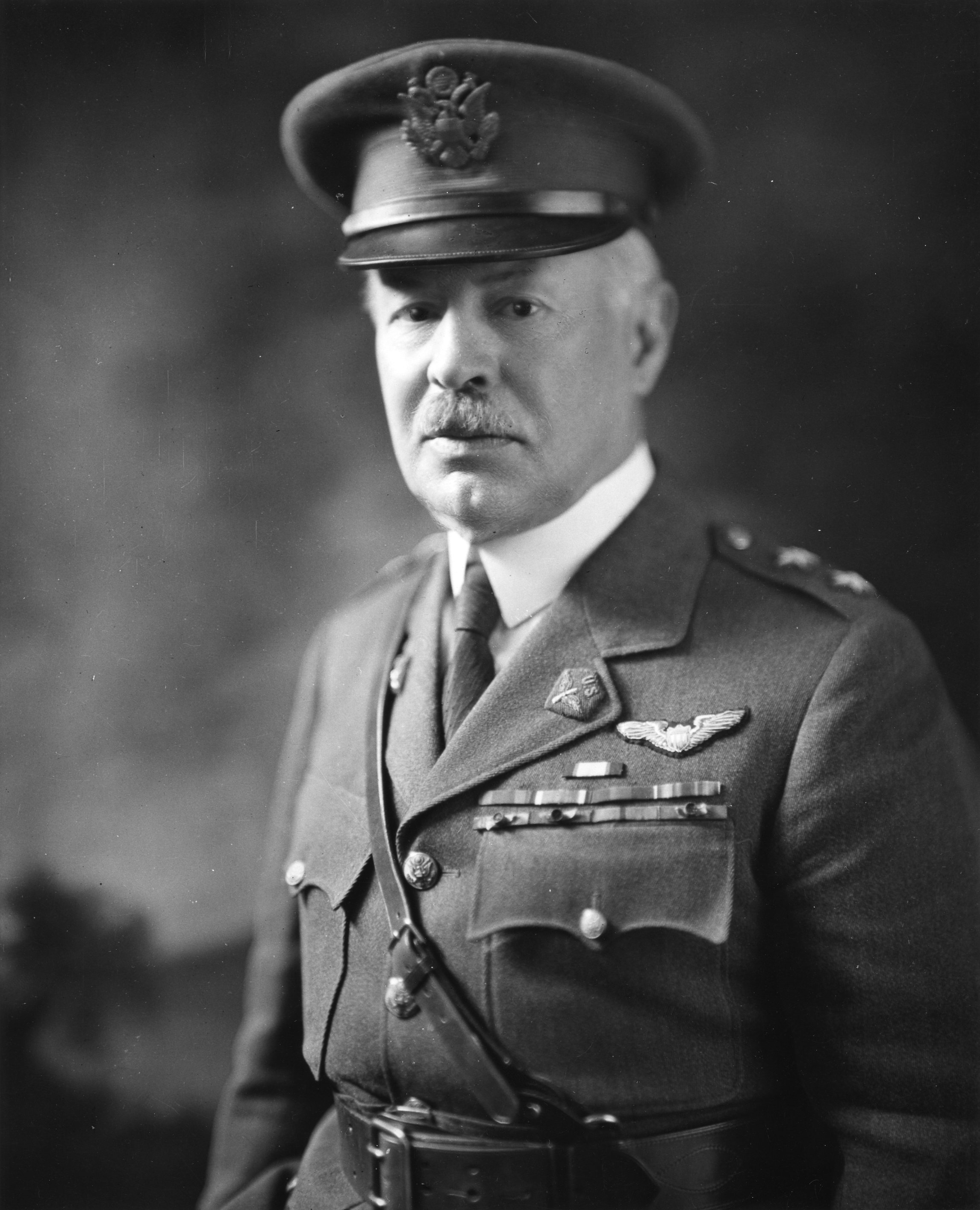
Major General Mason Patrick, designado Chefe do "Serviço Aéreo dos EUA" pelo General John J. Pershing em maio de 1918 para melhorar a organização e a eficácia no Serviço Aéreo.

1918, especialmente a segunda metade do ano, também viu os Estados Unidos cada vez mais envolvidos com os esforços aéreos aliados. Embora os voluntários americanos estivessem voando em esquadrões aliados desde os primeiros anos da guerra, só em 1918 os esquadrões americanos começaram a operar ativamente. Tecnicamente, a América ficou bem atrás das potências europeias na aviação, e nenhum modelo de avião projetado pelos americanos entrou em ação, com exceção dos hidroaviões Curtiss. No início, os americanos foram abastecidos com aeronaves de segunda classe e obsoletas, como o Sopwith 1½ Strutter, o Dorand AR e o Sopwith Camel, e aviadores americanos novatos tiveram poucas chances contra seus adversários experientes.
O General John J. Pershing designou o Major General Mason Patrick como Chefe do Serviço Aéreo dos EUA para remediar essas questões em maio de 1918. À medida que os números aumentaram e o equipamento melhorou com a introdução do Nieuport 28 com metralhadoras gêmeas, e mais tarde, do SPAD XIII e do S.E.5a no serviço americano próximo ao fim da guerra, os americanos conseguiram se manter no ar; embora as baixas tenham sido pesadas, como de fato foram as dos franceses e britânicos, na última luta desesperada da guerra. Uma das aeronaves francesas de reconhecimento de dois lugares usada tanto pelos franceses quanto pelo USAAS foi o Salmson 2 A.2 com propulsão radial.
Antes da Batalha de Saint-Mihiel, o Serviço Aéreo dos EUA sob o comando do General de Divisão Patrick supervisionou a organização de 28 esquadrões aéreos para a batalha, com franceses, britânicos e italianos contribuindo com unidades adicionais para elevar o número total de forças para 701 aviões de caça, 366 aviões de observação, 323 bombardeiros diurnos e 91 bombardeiros noturnos. O total de 1.481 aeronaves fez desta a maior operação aérea da guerra.

## Impacto
Já passou o dia em que exércitos em terra ou marinhas no mar podem ser os árbitros do destino de uma nação na guerra. O principal poder de defesa e de iniciativa contra o inimigo passou para o ar.
— Brigadeiro-general Billy Mitchell, novembro de 1918.

No final da guerra, o impacto das missões aéreas na guerra terrestre foi, em retrospecto, principalmente tático; o bombardeio estratégico, em particular, ainda era muito rudimentar. Isso se deveu em parte ao seu financiamento e uso restritos, pois era, afinal, uma nova tecnologia. Por outro lado, a artilharia, que provavelmente teve o maior efeito de qualquer arma militar nesta guerra, foi em grande parte tão devastadora quanto foi devido à disponibilidade de fotografia aérea e "observação aérea" por balão e aeronaves. Em 1917, o tempo ruim o suficiente para restringir o vôo era considerado tão bom quanto "arrancar os olhos do artilheiro".
Alguns, como o então Brigadeiro-General Billy Mitchell, comandante de todas as unidades de combate aéreo americanas na França, afirmaram: "O único dano que chegou [à Alemanha] foi pelo ar". Mitchell foi notoriamente controverso em sua opinião de que o futuro da guerra não estava no solo ou no mar, mas no ar.
Durante o curso da guerra, as perdas de aeronaves alemãs foram contabilizadas em 27.637 por todas as causas, enquanto as perdas dos aliados totalizaram mais de 88.613 (52.640 da França e 35.973 da Grã-Bretanha)

## Armamento antiaéreo

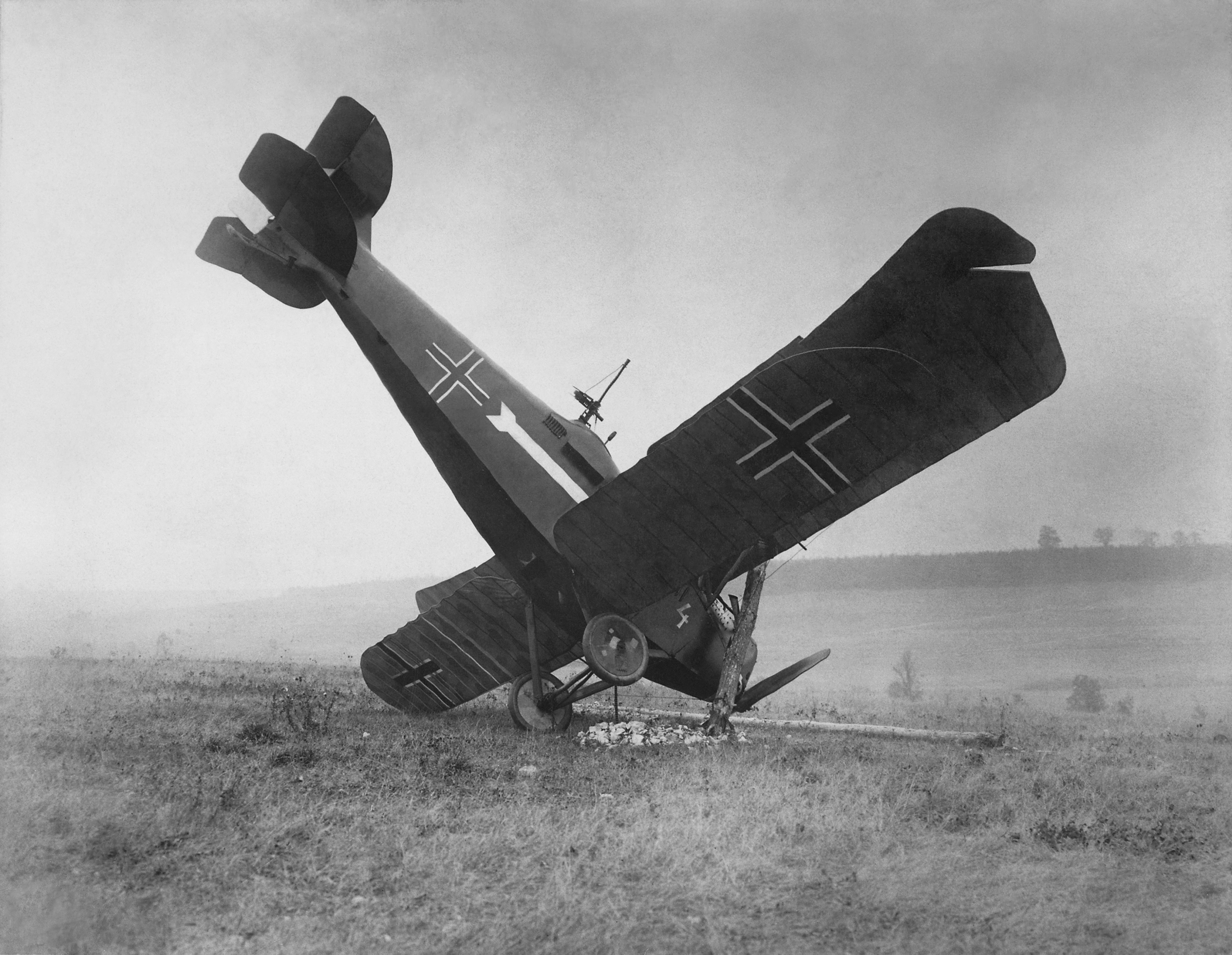
Um Hannover CL.III alemão abatido em 4 de outubro de 1918 por metralhadoras anti-aéreas americanas durante a ofensiva Meuse-Argonne.

Embora as aeronaves ainda funcionassem como veículos de observação, cada vez mais eram usadas como uma arma em si mesmas. "Dogfights" irrompiam nos céus sobre as linhas de frente, e aviões caíam em chamas. A partir desse combate ar-ar, cresceu a necessidade de melhores aeronaves e sistemas de armas. Além das metralhadoras, também foram usados foguetes ar-ar, como o foguete Le Prieur contra balões e dirigíveis. Canhões sem recuo e canhões automáticos também foram tentados, mas levaram os primeiros caças a limites inseguros, trazendo retornos insignificantes, com o canhão automático Becker alemão de 20 mm sendo instalado em alguns bombardeiros médios bimotores "Luftstreitkräfte" série G para necessidades ofensivas, e pelo menos um antigo zeppelin "Kaiserliche Marine" para defesa — o caça de monoposto SPAD S.XII armado com uma única metralhadora Vickers .303" e um canhão de 37mm operado manualmente, disparando através de um eixo de hélice oco. Outra inovação seria o bombardeio ar-ar, se um caça tivesse a sorte de subir mais alto do que um dirigível. O dardo Ranken foi projetado apenas para esta circunstância.
Essa necessidade de melhoria não se limitou ao combate ar-ar. No solo, métodos desenvolvidos antes da guerra estavam sendo usados para impedir que aeronaves inimigas fossem observadas e bombardeadas. Tiros de artilharia antiaérea eram disparados para o ar e explodiam em nuvens de fumaça e fragmentação, chamadas de "archie" (um apelido para "anti-aircraft artillery") pelos britânicos.
As defesas de artilharia antiaérea foram cada vez mais usadas em torno de balões de observação, que se tornaram alvos frequentes de caças inimigos equipados com balas incendiárias especiais. Como os balões eram muito inflamáveis, devido ao hidrogênio usado para inflá-los, os observadores receberam pára-quedas, permitindo-lhes pular em segurança. Ironicamente, apenas algumas tripulações tinham essa opção, em parte devido à crença equivocada de que inibiam a agressividade e, em parte, ao seu peso significativo.

### Primeiro abate de um avião por artilharia antiaérea
Durante um bombardeio sobre Kragujevac em 30 de setembro de 1915, o soldado Radoje Ljutovac do Exército sérvio abateu com sucesso uma das três aeronaves. Ljutovac usou um canhão turco ligeiramente modificado capturado alguns anos antes. Esta foi a primeira vez que um avião militar foi abatido com fogo de artilharia terra-ar e, portanto, um momento crucial na guerra antiaérea.

## Bombardeio e reconhecimento

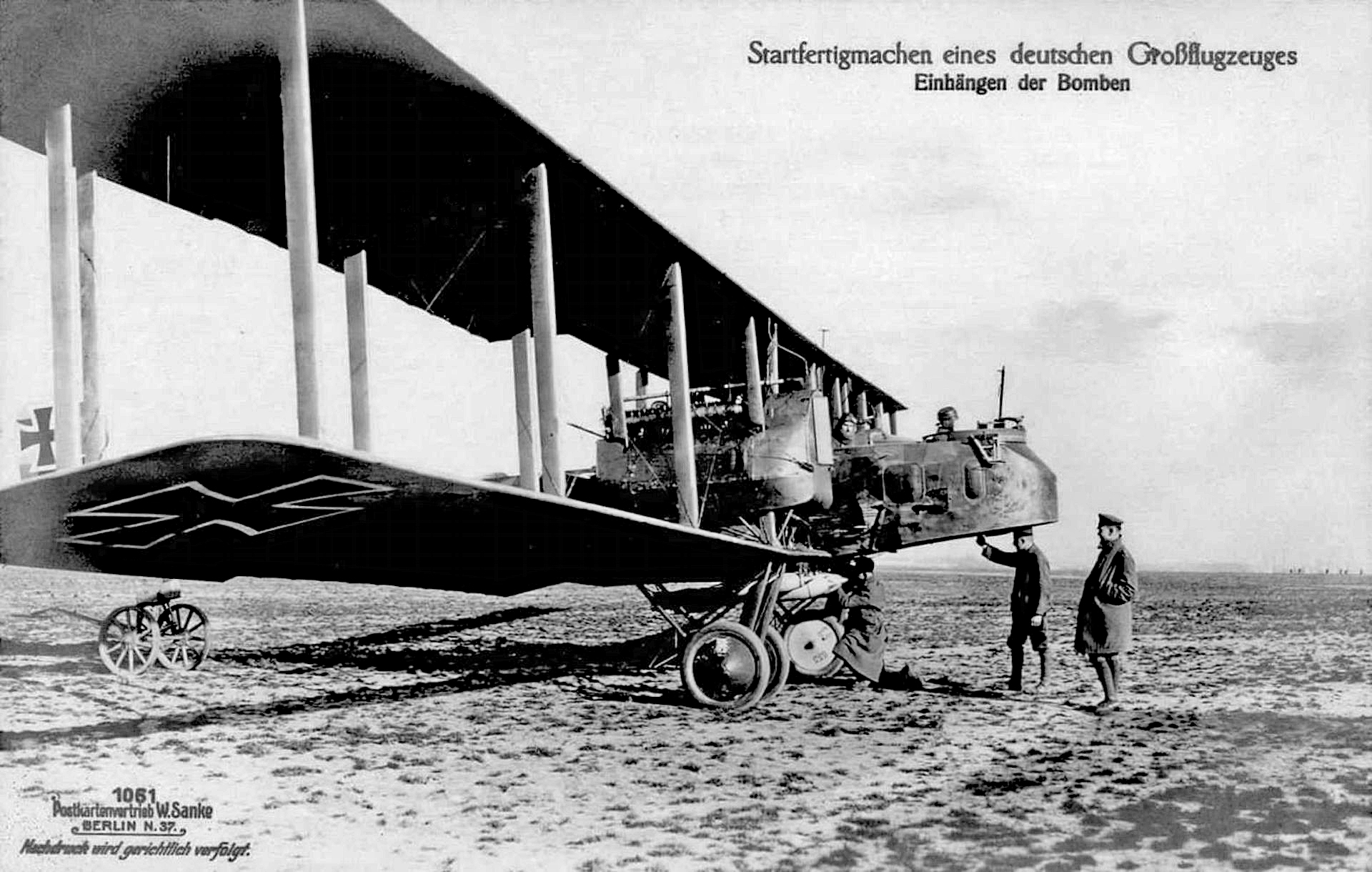
Bombardeiro alemão Gotha G.V, 1917.

À medida que o impasse se desenvolvia no solo, com ambos os lados incapazes de avançar até mesmo algumas centenas de metros sem uma grande batalha e milhares de baixas, as aeronaves passaram a ser muito valorizadas por seu papel de reunir informações sobre as posições inimigas e bombardear os suprimentos do inimigo atrás das linhas de trincheira. Grandes aeronaves com um piloto e um observador foram usadas para explorar as posições inimigas e bombardear suas bases de abastecimento. Por serem grandes e lentos, essas aeronaves tornaram-se alvos fáceis para os caças inimigos. Como resultado, ambos os lados usaram aviões de caça para atacar as aeronaves de dois lugares do inimigo e proteger as suas enquanto realizavam suas missões.
Embora os bombardeiros de dois lugares e as aeronaves de reconhecimento fossem lentos e vulneráveis, eles não estavam indefesos. Os dois assentos tinham a vantagem de disparar tanto para frente quanto para trás. Normalmente, o piloto controlava canhões fixos atrás da hélice, semelhantes aos canhões em uma aeronave de caça, enquanto o observador controlava um com o qual ele poderia cobrir o arco atrás da aeronave. Uma tática usada pelos caças inimigos para evitar o fogo do artilheiro de retaguarda era atacar um pouco abaixo da parte traseira dos caças de dois lugares, já que o artilheiro de cauda não conseguia atirar abaixo da aeronave. No entanto, os dois lugares poderiam contrariar essa tática mergulhando em alta velocidade. Perseguir um mergulho de dois lugares era arriscado para um piloto de caça, pois colocaria o caça diretamente na linha de fogo do artilheiro traseiro; vários ases de alta pontuação da guerra foram abatidos por "modestos" dois assentos, incluindo Raoul Lufbery, Erwin Böhme e Robert Little. Até mesmo Manfred von Richthofen, o ás com maior pontuação da Primeira Guerra Mundial, foi ferido e forçado a cair por balas de um avião de dois lugares, embora tenha sobrevivido ao encontro e continuado voando depois de se recuperar.

## Bombardeio estratégico

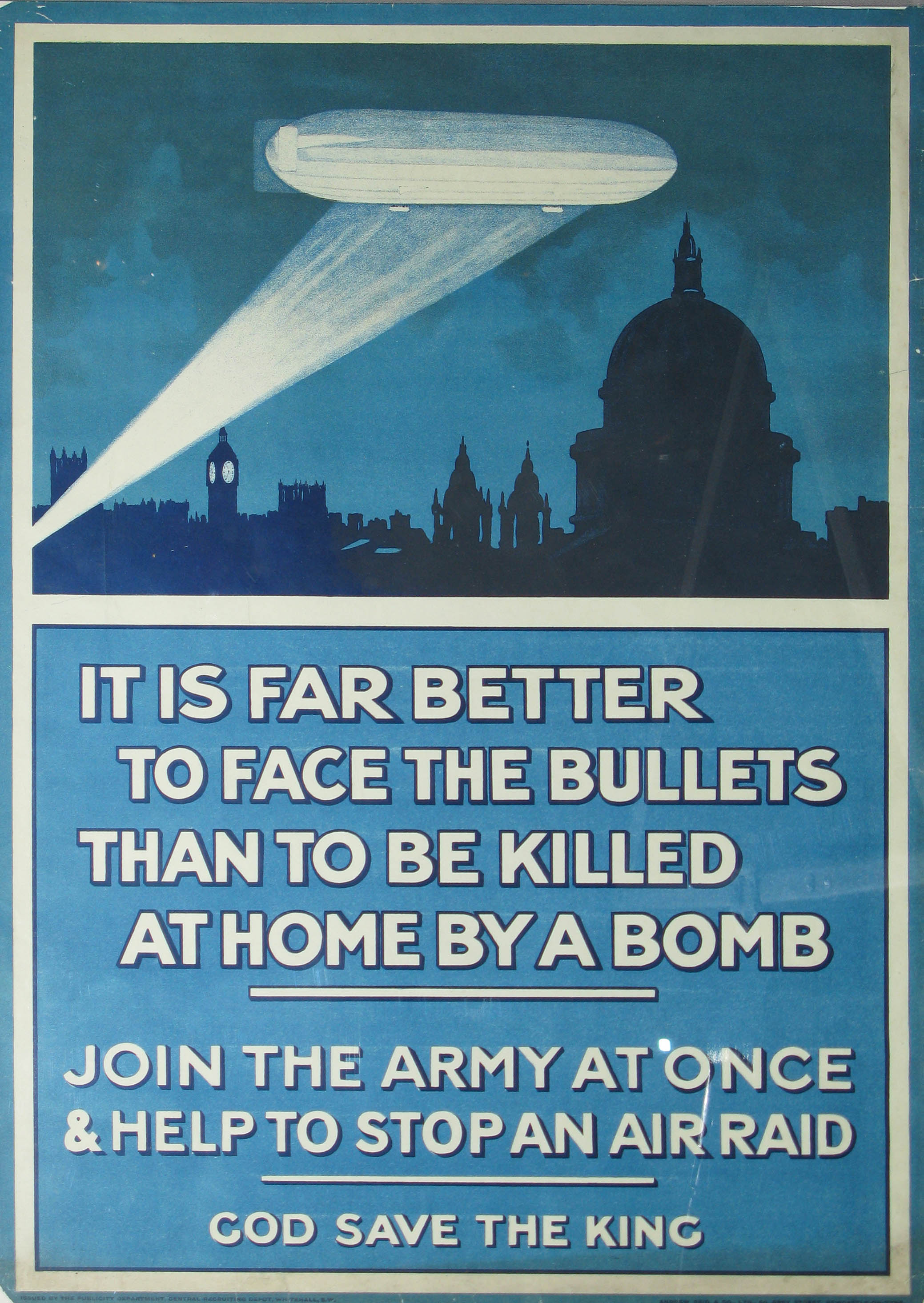
Cartaz de recrutamento britânico capitalizando o susto criado pelos bombardeios em Londres.

O primeiro bombardeio aéreo de civis ocorreu durante a Primeira Guerra Mundial. Nas primeiras semanas da guerra, zepelins bombardearam Liège, Antuérpia, Varsóvia, e outras cidades, incluindo Paris e Bucareste, foram alvejadas. Em janeiro de 1915, os alemães começaram uma campanha de bombardeio contra a Inglaterra que duraria até 1918, inicialmente usando dirigíveis. Houve 19 ataques em 1915, nos quais 37 toneladas de bombas foram lançadas, matando 181 pessoas e ferindo 455. Os ataques continuaram em 1916. Londres foi bombardeada acidentalmente em maio e, em julho, o Kaiser permitiu ataques dirigidos contra centros urbanos. Houve 23 ataques de dirigíveis em 1916, nos quais 125 toneladas de munições foram lançadas, matando 293 pessoas e ferindo 691. Gradualmente, as defesas aéreas britânicas melhoraram. Em 1917 e 1918, houve apenas onze ataques de Zeppelins contra a Inglaterra, e o ataque final ocorreu em 5 de agosto de 1918, resultando na morte de Peter Strasser, comandante do Departamento de Aeronaves Navais da Alemanha. Até o final da guerra, 54 ataques de dirigíveis foram realizados, nos quais 557 pessoas foram mortas e 1.358 feridas. Das 80 aeronaves usadas pelos alemães na Primeira Guerra Mundial, 34 foram abatidas e outras 33 foram destruídas em acidentes. 389 tripulantes morreram.
Os ataques do Zeppelin foram complementados pelos bombardeiros Gotha G de 1917, que foram os primeiros bombardeiros aéreos mais pesados que o ar a serem usados para bombardeios estratégicos, e por uma pequena força de cinco "bombardeiros gigantes" Zeppelin-Staaken R.VI com quatro motores do final de setembro De 1917 a meados de maio de 1918. Vinte e quatro bombardeiros bimotores Gotha foram abatidos nos ataques sobre a Inglaterra, sem perdas para os gigantes Zeppelin-Staaken. Mais 37 bombardeiros Gotha caíram em acidentes. Eles lançaram 73 toneladas de bombas, matando 857 pessoas e ferindo 2058.
Tem sido argumentado que os ataques foram eficazes muito além do dano material em desviar e dificultar a produção em tempo de guerra e desviar doze esquadrões e mais de 17.000 homens para defesas aéreas. Os cálculos realizados sobre o número de mortos em relação ao peso das bombas lançadas tiveram um efeito profundo nas atitudes do governo britânico e da população nos anos entre as guerras, que acreditavam que "o bombardeiro sempre passará".

## Balões de observação

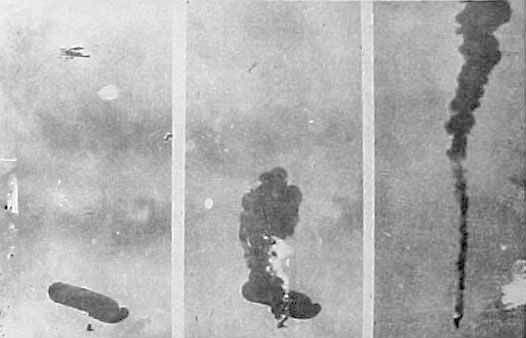
Um balão de observação alemão sendo derrubado por uma aeronave aliada.

Balões de observação tripulados flutuando bem acima das trincheiras foram usados como pontos de reconhecimento estacionários nas linhas de frente, informando as posições das tropas inimigas e direcionando o fogo de artilharia. Os balões geralmente tinham uma tripulação de dois equipados com pára-quedas: em um ataque aéreo inimigo ao balão inflamável, a tripulação poderia saltar para a segurança. Reconhecidos por seu valor como plataformas de observação, os balões de observação eram alvos importantes de aeronaves inimigas. Para se defender contra ataques aéreos, eles foram fortemente protegidos por grandes concentrações de armas antiaéreas e patrulhados por aeronaves amigas. Os dirigíveis e balões ajudaram a contribuir para o impasse/prorrogação da guerra de trincheiras da Primeira Guerra Mundial e contribuíram para o combate ar-ar pela superioridade aérea devido ao seu significativo valor na função de reconhecimento.
Para encorajar os pilotos a atacar balões inimigos, ambos os lados contaram a queda de um balão inimigo como uma destruição "ar-ar", com o mesmo valor que abater uma aeronave inimiga. Alguns pilotos, conhecidos como "caça balões" ("balloon buster"), tornaram-se particularmente distintos por sua habilidade em derrubar balões inimigos. O principal ás no abate de balões foi Willy Coppens: 35 de suas 37 vitórias foram balões inimigos.

## Principais ases
À medida que os aviadores pioneiros inventaram o combate ar-ar, os lados em conflito desenvolveram vários métodos de rastreamento de vítimas e vitórias aéreas. Aviadores com cinco ou mais vitórias aéreas confirmadas por seu serviço aéreo pai foram apelidados de "ases". O número deles aumentaria, até o final da guerra, havia mais de 1.800 ases.
Os seguintes ases obtiveram o maior número de vitórias em seus respectivos serviços aéreos:
| Nome                             | Serviço aéreo              | Vitórias confirmadas |
| -------------------------------- | -------------------------- | -------------------- |
| Baracca, Francesco               | Corpo Aeronautico Militare | 34                   |
| Bishop, William Avery            | Royal Air Force            | 72                   |
| Brumowski, Godwin                | Luftfahrtruppen            | 35                   |
| Cobby, Arthur Henry              | Australian Flying Corps    | 29                   |
| Coppens de Houthulst, Willy Omer | Componente Aéreo Belga     | 37                   |
| Fonck, René                      | Armée de l'Air             | 75                   |
| Kazakov, Alexander               | Força Aérea Imperial Russa | 20                   |
| Richthofen, Manfred von          | Luftstreitkräfte           | 80                   |
| Rickenbacker, Edward Vernon      | US Army Air Service        | 26                   |

## Pioneiros da guerra aérea
Os seguintes aviadores foram os primeiros a alcançar marcos importantes no desenvolvimento do combate aéreo durante a Primeira Guerra Mundial:
| Nome                            | Data                   | País            | Evento |
| ------------------------------- | ---------------------- | --------------- | --- |
| Miodrag Tomić                   | 12 de agosto de 1914   | Sérvia          | Primeiro dogfight da guerra |
| Pyotr Nesterov                  | 7 de setembro de 1914  | Rússia          | Primeira morte ar-ar, batendo em um avião austríaco                                                                                                 |
| Louis Quénault e Joseph Frantz  | 5 de outubro de 1914   | França          | O piloto Frantz e o observador Quénault foram os primeiros pilotos a usar com sucesso uma metralhadora em combate ar-ar para abater outra aeronave. |
| Roland Garros                   | 1 de abril de 1915     | França          | Primeira vitória aérea com arma fixa apontada para frente alcançada enquanto mirava apontando a aeronave                                            |
| Adolphe Pégoud                  | 3 de abril de 1915     | França          | Primeiro "ás voador" e primeiro ás francês. |
| Kurt Wintgens                   | 1 de julho de 1915     | Alemanha        | Primeira vitória aérea usando uma metralhadora sincronizada disparando através do arco da hélice                                                    |
| Lanoe Hawker                    | 11 de agosto de 1915   | Reino Unido     | Primeiro ás britânico. |
| Oswald Boelcke                  | 16 de outubro de 1915  | Alemanha        | First German ace. |
| Otto Jindra                     | 9 de abril de 1916     | Áustria-Hungria | Primeiro ás austro-húngaro. |
| Redford Henry Mulock            | 21 de maio de 1916     | Canadá          | Primeiro ás canadense, bem como o primeiro ás do Royal Naval Air Service.                                                                           |
| Eduard Pulpe                    | 1 de julho de 1916     | Rússia          | Primeiro ás da Força Aérea Imperial Russa. |
| Roderic Dallas                  | 9 de julho de 1916     | Austrália       | Primeiro ás australiano. |
| Frederick Libby                 | 25 de agosto de 1916   | Estados Unidos  | Primeiro ás americano. |
| Etienne Tsu                     | 26 de setembro de 1916 | França          | Primeiro ás chinês; Legião Estrangeira Francesa, Escadrille SPA.37.                                                                                 |
| Mario Stoppani                  | 31 de outubro de 1916  | Itália          | Primeiro ás italiano. |
| Fernand Jacquet                 | 1 de fevereiro de 1917 | Bélgica         | Primeiro ás belga. |
| Maurice Benjamin                | 27 de abril de 1917    | África do Sul   | Primeiro ás sul-africano. |
| Thomas Culling                  | 19 de maio de 1917     | Nova Zelândia   | Primeiro ás da Nova Zelândia. |
| Gottfried Freiherr von Banfield | 31 de maio de 1917     | Áustria-Hungria | Primeira vitória noturna e primeira vitória noturna austro-húngara.                                                                                 |
| Dumitru Bădulescu               | 21 de setembro de 1917 | Romênia         | Primeiro ás romeno. |
| Richard Burnard Munday          | 29 de setembro de 1917 | Reino Unido     | Primeira vitória noturna britânica, sobre um balão de observação.                                                                                   |
| Fritz Anders                    | 20 de agosto de 1918   | Alemanha        | Primeira vitória noturna alemã. Anders foi o primeiro ás de caça noturna.                                                                           |